# 半山飄雨半山晴
《半山飄雨半山晴》是鳳飛飛個人第十一張專輯；1974年9月海山唱片發行。

## 專輯曲目
| 曲序 | 曲名                       | 作詞   | 作曲   | 編曲 | 長度   | 備註 |
| A1   | 半山飄雨半山晴             | 仁道   | 古月   |      | 02'58" | 電影《半山飄雨半山雨》主題曲                                                                                      |
| A2   | 雨過天晴更美麗             | 仁道   | 古月   |      | 01'57" | 電影《半山飄雨半山雨》插曲                                                                                        |
| A3   | 多情的影子                 | 杜莉   | 湯尼   |      | 02'25" | |
| A4   | 愛的願望                   | 曉燕   |        |      | 02'21" | 李千慧翻唱；收錄於《雲煙》                                                                                        |
| A5   | 愛的夢鄉                   | 方平   | 曉燕   |      | 02'48" | 原唱：凌菲 |
| A6   | 半山飄雨半山晴〈電影音樂〉 |        | 古月   |      |        | |
| B1   | 與你同行                   | 莊奴   | 駱明道 |      | 02'51" | 電影《秋水伊人》插曲                                                                                              |
| B2   | 窗外少了一個你             | 巷口人 | 巷口人 |      | 02'11" | 江蕾翻唱；收錄於《芳草青又青》                                                                                    |
| B3   | 又是秋天                   | 莊奴   | 駱明道 |      | 03'33" | 電影《秋水伊人》主題曲 方晴翻唱；收錄於《寄語白雲》 謝雷翻唱；收錄於《昨日匆匆》 陳聖芬翻唱；收錄於《多少的回憶》 |
| B4   | 半山飄雨半山晴             | 仁道   | 古月   |      |        | 電影《半山飄雨半山雨》主題曲 演唱人：原野三重唱                                                                   |
| B5   | 純純的愛                   | 劉家昌 | 劉家昌 |      |        | 原唱：江蕾 |
| B6   | 七彩霓虹                   | 詠詠   | 古月   |      |        | 原唱：楊小萍 |

## 鳳唱絕版復刻盤 9 專輯曲目
| 曲序 | 曲名                       | 作詞   | 作曲   | 編曲 | 長度   | 備註 |
| 01   | 半山飄雨半山晴             | 仁道   | 古月   |      | 02'58" | 電影《半山飄雨半山雨》主題曲 |
| 02   | 雨過天晴更美麗             | 仁道   | 古月   |      | 01'57" | 電影《半山飄雨半山雨》插曲 |
| 03   | 多情的影子                 | 杜莉   | 湯尼   |      | 02'25" | |
| 04   | 愛的願望                   | 曉燕   |        |      | 02'21" | 李千慧翻唱；收錄於《雲煙》 |
| 05   | 愛的夢鄉                   | 方平   | 曉燕   |      | 02'48" | 原唱：凌菲 |
| 06   | 半山飄雨半山晴〈電影音樂〉 |        | 古月   |      |        | |
| 07   | 與你同行                   | 莊奴   | 駱明道 |      | 02'51" | 電影《秋水伊人》插曲 |
| 08   | 窗外少了一個你             | 巷口人 | 巷口人 |      | 02'11" | 江蕾翻唱；收錄於《芳草青又青》 |
| 09   | 又是秋天                   | 莊奴   | 駱明道 |      | 03'33" | 電影《秋水伊人》主題曲 方晴翻唱；收錄於《寄語白雲》 謝雷翻唱；收錄於《昨日匆匆》 陳聖芬翻唱；收錄於《多少的回憶》                             |
| 10   | 半山飄雨半山晴             | 仁道   | 古月   |      |        | 電影《半山飄雨半山雨》主題曲 演唱人：原野三重唱                                                                                               |
| 11   | 純純的愛                   | 劉家昌 | 劉家昌 |      |        | 原唱：江蕾 |
| 12   | 七彩霓虹                   | 詠詠   | 古月   |      |        | 楊雅卉翻唱；收錄於《天之涯》 |
| 13   | 有真情有活力〈EP版本〉     | 劉家昌 | 劉家昌 |      |        | 甄妮翻唱；收錄於〈愛情長跑〉 嵐依風翻唱；收錄於〈對著月亮訴情意〉 林靈翻唱；收錄於〈情調重現二〉 羅時豐翻唱；收錄於〈羅時豐國語老歌【夜空】〉 |
| 14   | 雲飛何處                   | 童月娟 | 古月   |      |        | 原收錄於《雲飛何處》合輯 電影《雲飛何處》主題曲                                                                                               |
| 15   | 人生不能沒有愛             | 范丹   | 林家慶 |      |        | 女聲：江蕾 原收錄於《情場就是戰場》海外版合輯 電影《情場戰場》插曲                                                                            |
| 16   | 熱戀                       | 范丹   | 林家慶 |      |        | 女聲：江蕾 原收錄於《情場就是戰場》合輯 電影《情場戰場》插曲                                                                                  |
| 17   | 情場就是戰場               | 范丹   | 林家慶 |      |        | 原收錄於《情場就是戰場》合輯 電影《情場戰場》主題曲                                                                                           |
| 18   | 姑娘如花                   | 范丹   | 林家慶 |      |        | 原收錄於《情場就是戰場》合輯 電影《情場戰場》插曲                                                                                             |

## 專輯版本
- 黑膠唱片[1]
  - 1974年9月台灣海山唱片發行
  - 1975年新加坡、馬來西亞大聯機構發行[2][3]
- 卡帶
  - 1974年9月台灣海山唱片發行
  - 1975年新加坡、馬來西亞大聯機構發行
- 匣式帶
  - 1975年新加坡、馬來西亞大聯機構發行
- CD
  - 【鳳唱絕版復刻盤9】2006年10月18日台灣海山唱片發行
  - 2014年新加坡夢田音樂發行
  - 【鳳飛飛海山飛藏專輯全記錄】2015年1月台灣飛躍藝人經紀工作室製作；喜瑪拉雅發行
  - 【復刻版】2016年4月21日台灣海山唱片[4]發行

## 外部連結
. YesAsia.   [2024-10-13]. （原始内容存档于2014-10-30）.